# اورلوفکا (مامین)
اورلوفکا (روسی: Орловка) یک رود در استان آمور کشور روسیه است.